# Mike Dabich
Michael Lee Dabich, detto Mike (Lander, 27 dicembre 1942), è un ex cestista statunitense, professionista nella ABA.

## Carriera
Venne selezionato dai New York Knicks al settimo giro del Draft NBA 1966 (60ª scelta assoluta).

## Palmarès
- Coppa Intercontinentale: 1

Akron Wingfoots: 1967